# ادیسون (اتحادیه)، ویسکانسین
ادیسون (اتحادیه)، ویسکانسین (به انگلیسی: Addison (community), Wisconsin) یک محدوده ثبت‌نشده در ایالات متحده آمریکا است که در ادیسون، ویسکانسین واقع شده‌است.

## خصوصیات
ادیسون ۳۲۰٫۰۴ متر بالاتر از سطح دریا واقع شده‌است.